# チッダ駅
チッダ駅(英語:Chidda railway station)はゴーラー線の駅である。オーストラリア連邦南オーストラリア州アデレード北部の郊外のソールズベリー市に位置しており、アデレード駅から18.6キロメートル (11.6 mi)離れている。

## 歴史
チッダ駅がいつ開業したかは明らかではない。
開業当初、チッダ駅は全長122mのステップダウン式のホームがあった。1974年後半、それらは現在のホームに取って代わっている。駅の西側にはクリスタルブルックに通ずるオーストラリア基盤整備会社の標準軌の線路がある。

## 行き先
| プラットフォーム | 方向                      |
| ---------------- | ------------------------- |
| 1番線            | ゴーラー駅/ゴーラー中央駅 |
| 2番線            | アデレード駅              |